# Kirche Nostitz

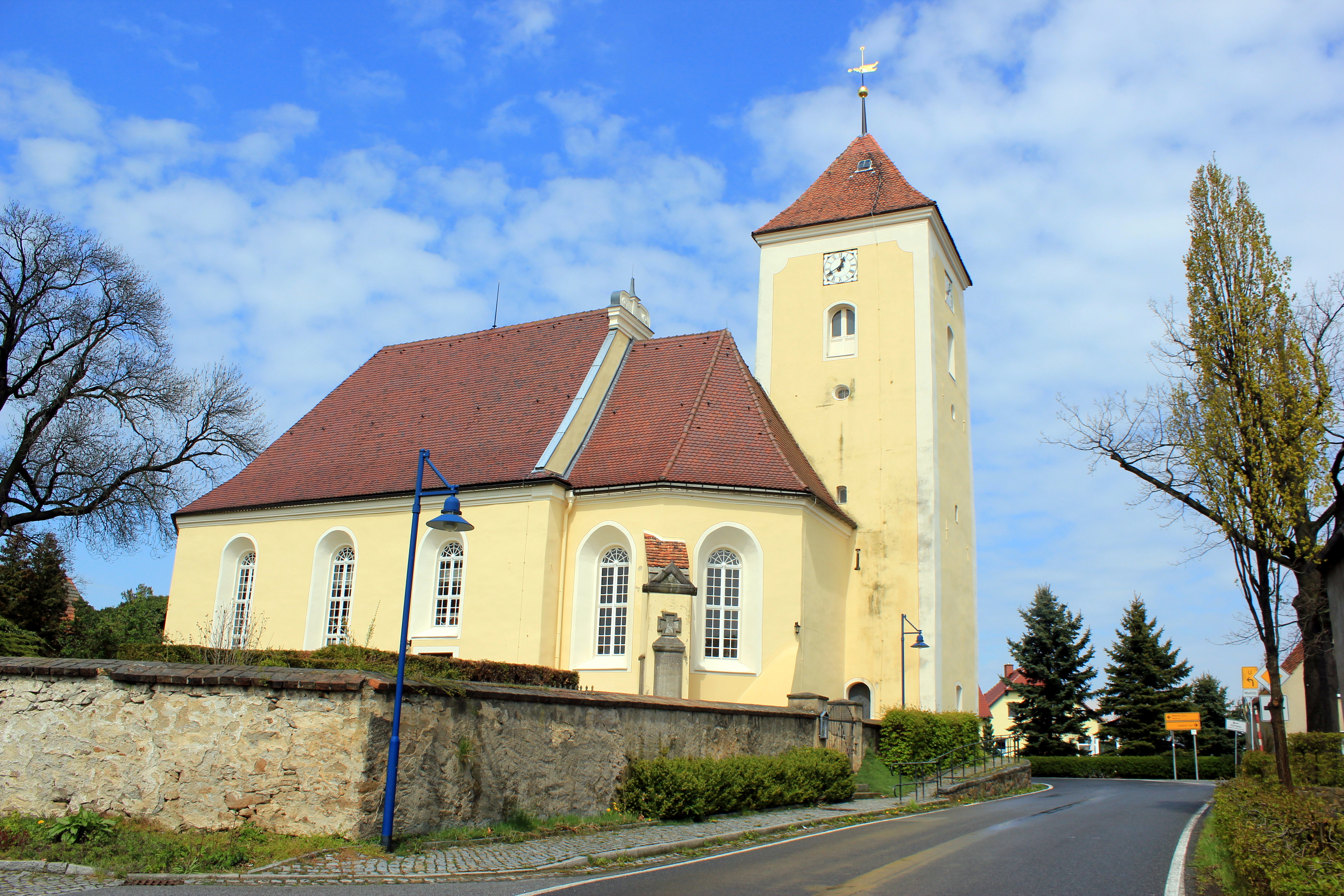
Kirche Nostitz

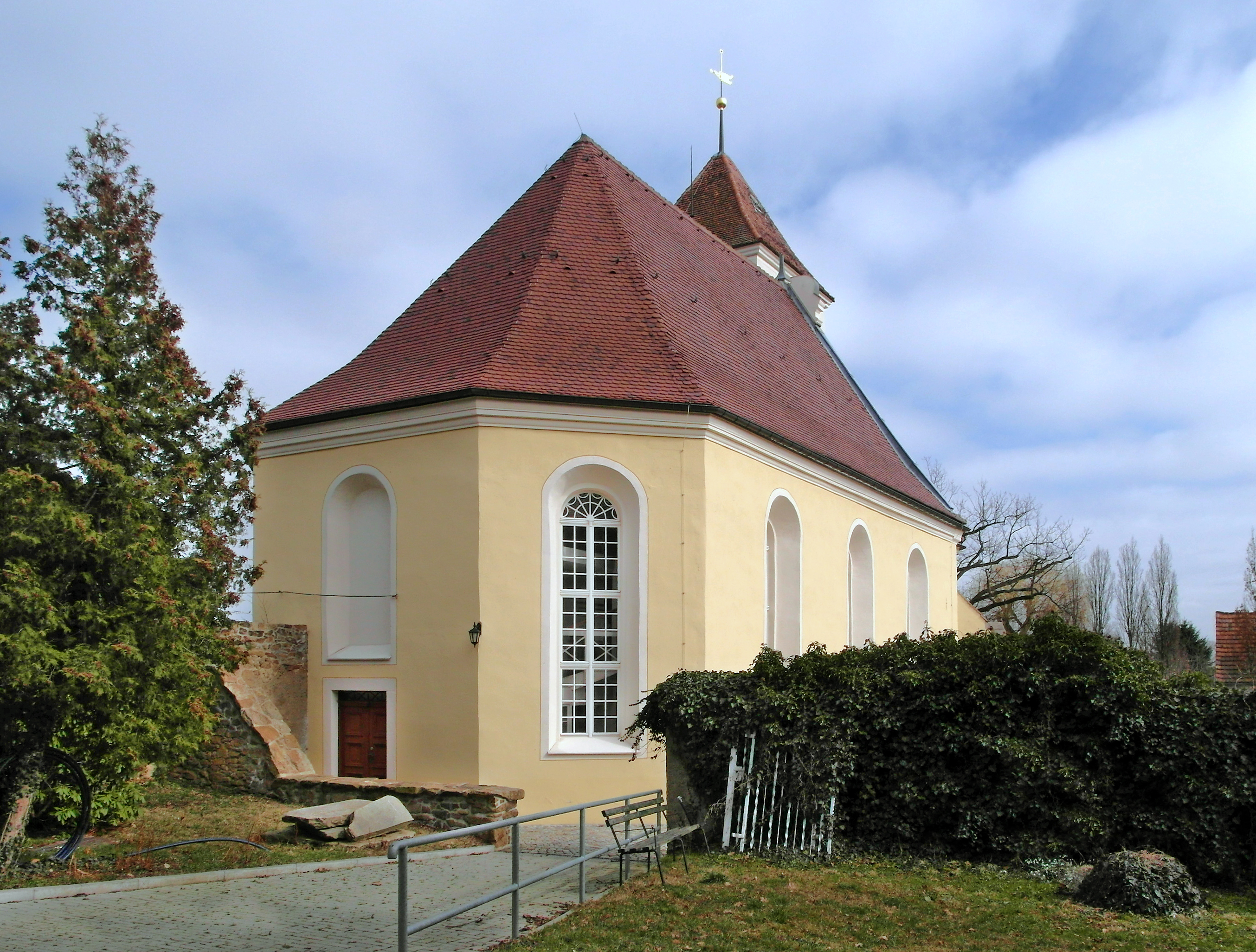
Ansicht von Südwesten

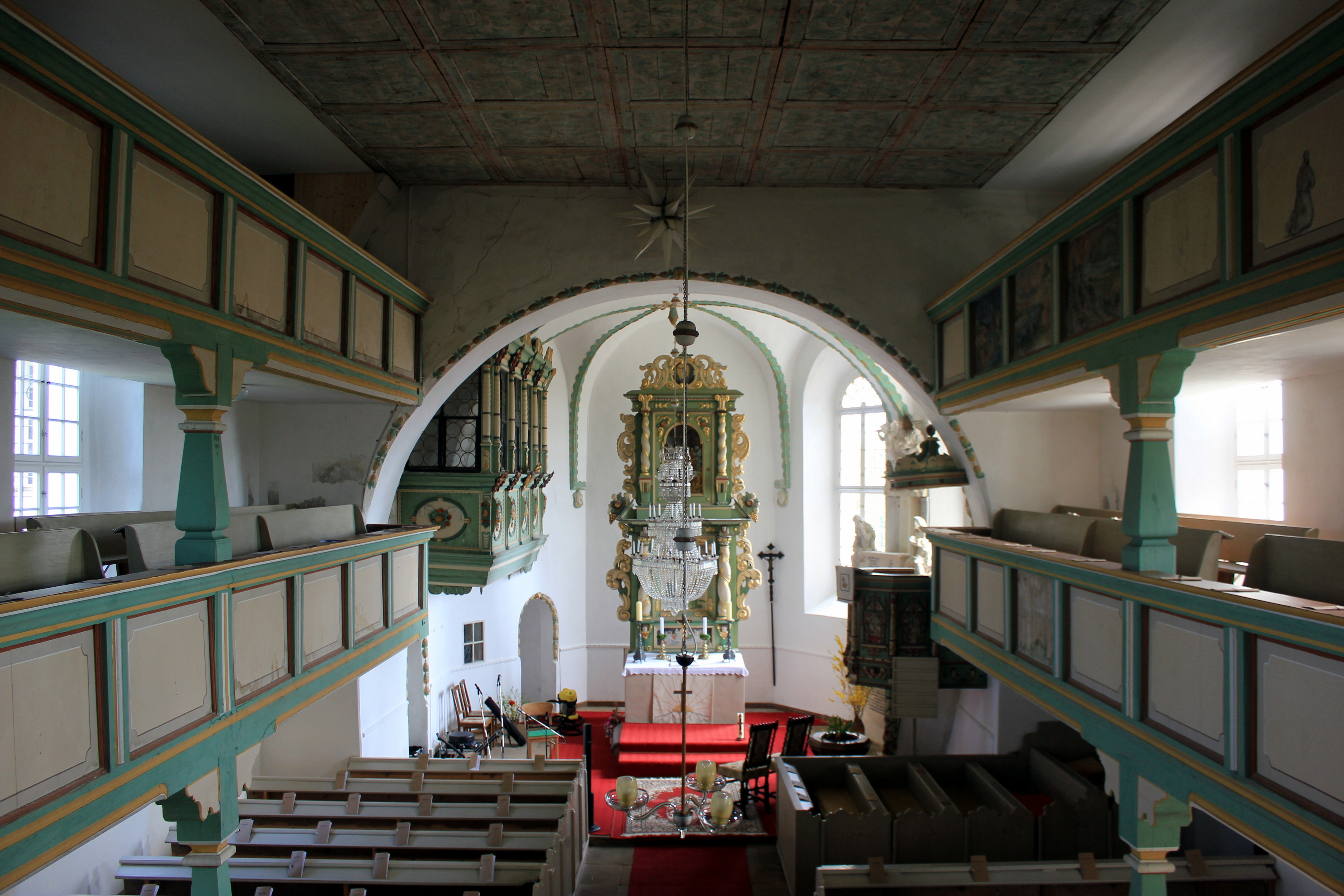
Innenansicht

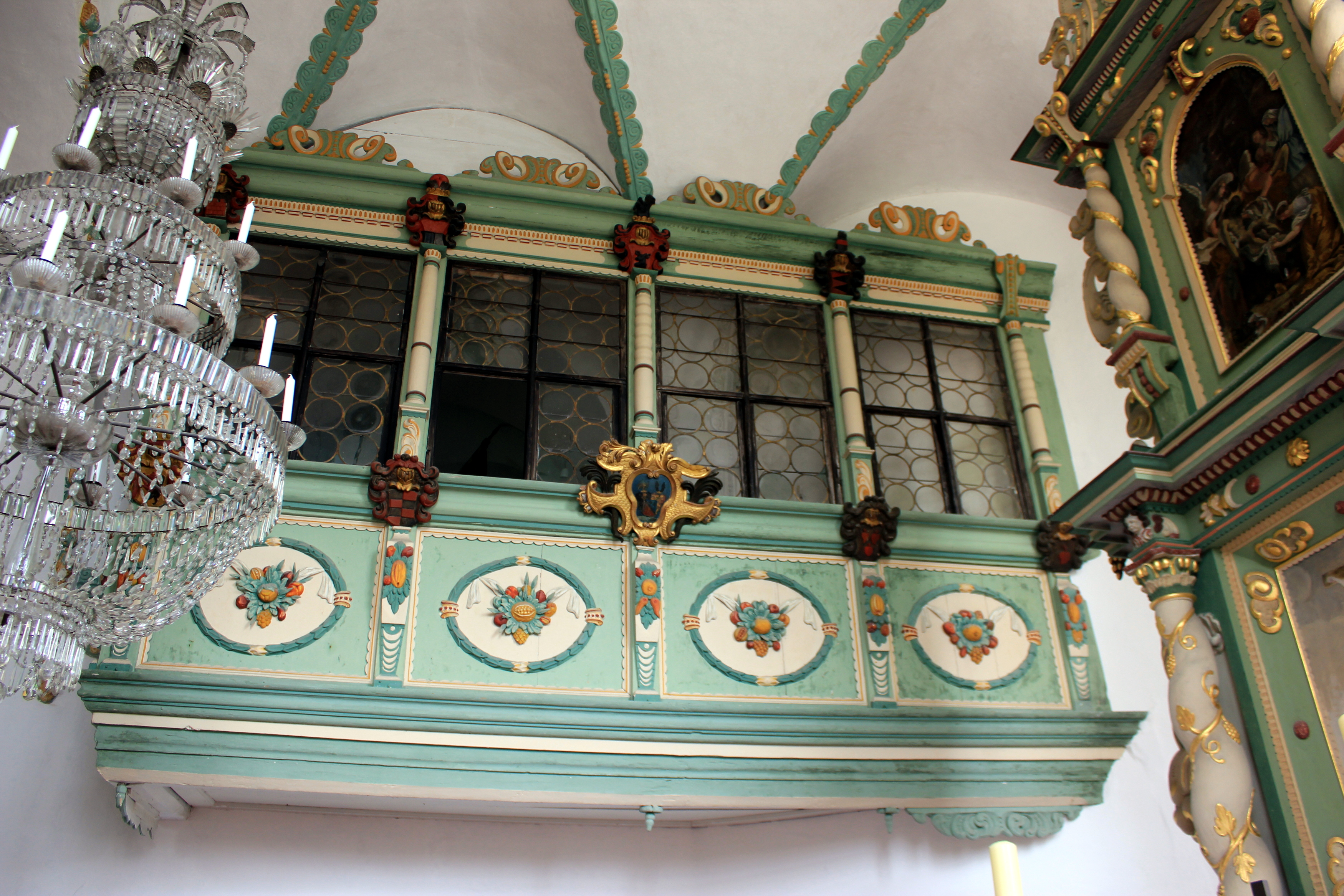
Patronatsloge

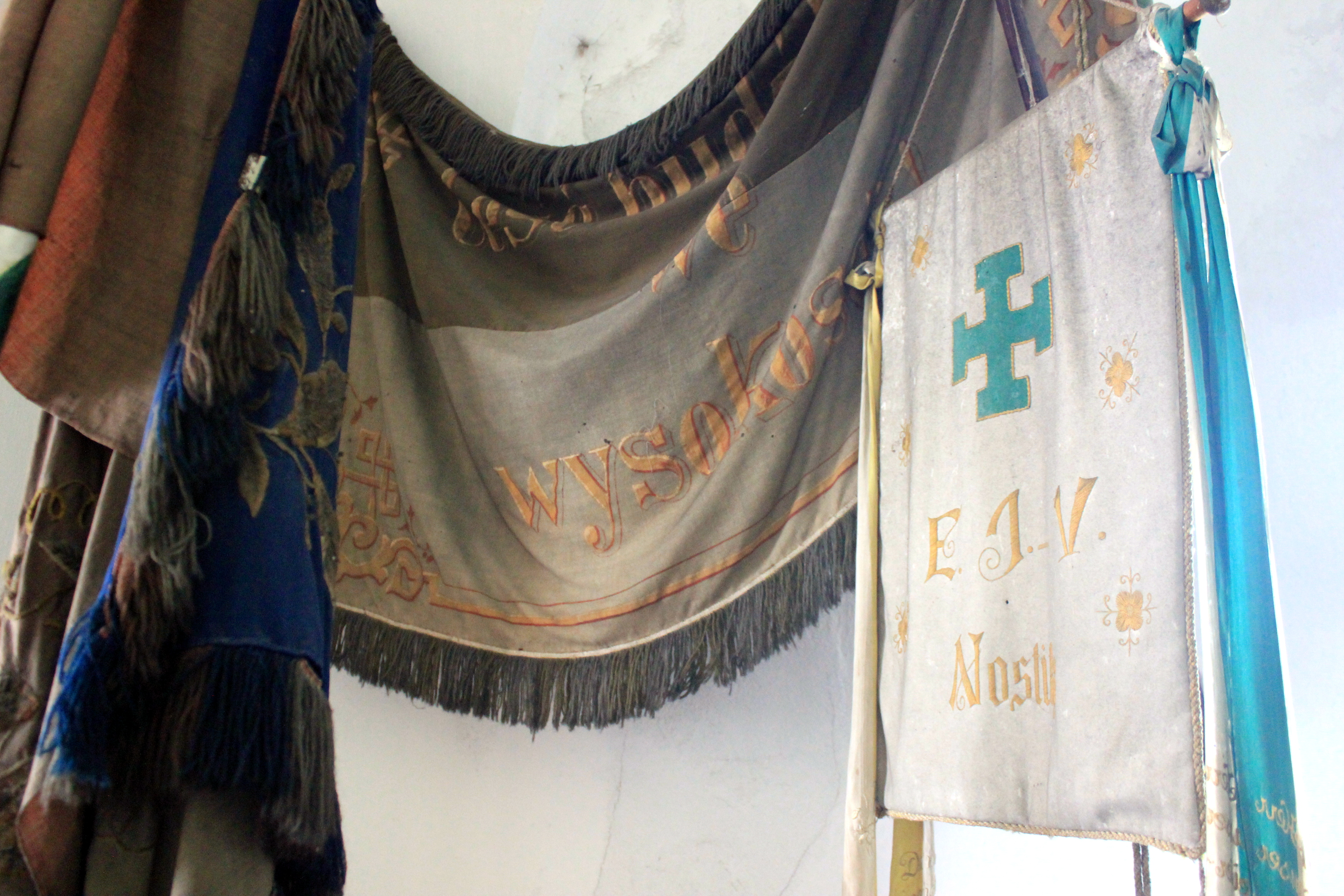
Fahne mit sorbischer Inschrift „Česć budź Bohu we wysokosći“ („Ehre sei Gott in der Höhe“)

Die evangelische Kirche Nostitz (obersorbisch Nosačanska cyrkej) ist eine barocke Saalkirche im Ortsteil Nostitz von Weißenberg im Landkreis Bautzen in Sachsen. Sie gehört zur Kirchgemeinde Kittlitz-Nostitz im Kirchenbezirk Bautzen-Kamenz der Evangelisch-Lutherischen Landeskirche Sachsens. Bis in die 1950er Jahre wurde hier auch in sorbischer Sprache gepredigt, bis zur ersten Hälfte des 20. Jahrhunderts vorwiegend. In der Kirche finden sich noch mehrere sorbische Inschriften.

## Geschichte und Architektur
Die Kirche Nostitz ist ein schlichter Putzbau, der an der Westseite dreiseitig geschlossen ist und in einem eingezogenen Chor an der Ostseite mit Dreiachtelschluss endet. Das Bauwerk wird durch ein abgewalmtes Satteldach abgeschlossen und durch Rundbogenfenster erhellt. Ein quadratischer, massiver Turm an der Nordostseite mit Pyramidendach und einem Anbau mit hohem Pultdach nach Westen akzentuiert das Bauwerk. Der flach gedeckte Innenraum ist mit farbig gefassten Holzemporen eingerichtet, die zweigeschossig an der Nord- und Südseite ausgebildet sind; eine konvexe Orgelempore ist im Westen eingebaut. An den Brüstungen der Nordseite wurden 1972 auf einigen Feldern Reste von biblischen Szenen freigelegt.
Der Triumphbogen zum Chor ist mit stuckierten, farbig gefassten Weintrauben verziert. Der Chor beeindruckt durch seine reiche Gestaltung und Ausstattung aus der Entstehungszeit. Die mit farbig gefassten Blattornamenten belegten Grate der Kreuzgewölbe münden in weintraubenförmige Abhänglinge. Die Gewände von zwei rundbogigen Durchgängen an der Nordseite sind ebenfalls mit Weinlaub umlegt. Eine vorkragende, farbig gefasste Holzloge befindet sich an der Nordseite, die Brüstungen sind mit unterschiedlichen Blattgirlanden und Festons gestaltet, zwischen den Fenstern sind zierliche Säulen angeordnet, an deren Postamenten und Kapitellen plastische Wappen angebracht sind; über dem Abschlussgesims ist Rankenwerk zu finden. Im Untergeschoss des Turmes ist die Sakristei eingebaut, das Kreuzgratgewölbe ist mit gemaltem, 1991 freigelegtem Rankenwerk und stuckiertem Schlussstein aus der Zeit um 1680 gestaltet.
An der Südfassade befindet sich das Denkmal für die Gefallenen des Ersten Weltkrieges, auf dem angrenzenden Friedhof einige historische Grabsteine, darunter auch solche mit sorbischer Inschrift.

## Ausstattung

### Prinzipalstücke
Der farbig gefasste Holzaltar in kräftiger Formensprache stammt aus dem Jahr 1680; auf der Rückseite findet sich die Jahreszahl 1866, die sich auf eine Renovierung von Kirche und Altar bezieht. Die Predella ist mit einer Darstellung des Abendmahls versehen. Die Haupttafel zeigt die Kreuzigung in verziertem Rahmen zwischen gedrehten Säulen mit Weinlaub, seitliche Anschwünge sind mit Knorpelwerk gestaltet. Über dem verkröpften Gesims ist eine Bildtafel mit der Grablegung Christi vermutlich aus dem 18. Jahrhundert angeordnet, ebenfalls mit geschmücktem Rahmen und gedrehten Säulen, Anschwüngen mit Knorpelwerk und Weinlaub. Auf dem Abschlussgesims zwischen Knorpelwerk findet sich eine ovale Bildtafel mit dem auferstandenen Christus, darüber ein Kreuz. Die farbig gefasste Holzkanzel von 1680 ruht auf einer gedrehten Stützsäule mit Weinranke und ist mit einem polygonalen, reich geschmücktem Kanzelkorb versehen, zwischen den Konsolen für die zierlichen Säulen sind Engelsköpfe, in den Feldern sind Muschelnischen mit Darstellung der Evangelisten und darüber der Schalldeckel mit Rankenwerk angeordnet.
Eine kelchförmige, ungefasste Holztaufe stammt aus dem 19. Jahrhundert.

### Epitaphien
Ein aufwendiges Epitaph für Karl Gottlob von Ziegler († 1715) und seine Ehefrau Christine Elisabeth von Globig († 1728) zeigt über einem Sockelaufbau mit Schriftkartuschen zwei paarig angeordnete Kartuschen mit Rankenwerk und Wappen, seitlich Fahnen und Wappengerät sowie Palmenzweige, darüber eine Schrifttafel; an den Seiten sitzen zwei klagende Frauen, als Bekrönung halten zwei Putten eine Krone über einer Schriftkartusche, darüber ist ein schwebender Engel in Wolken angeordnet.
Ein Trophäen-Epitaph eines Angehörigen der Familie von Ziegler vom Anfang des 18. Jahrhunderts besteht aus Holz mit Teilvergoldung und zeigt eine große Kartusche mit reichem Rankenwerk, unten ist zwischen zwei Fahnen ein Helm, darüber ein fliegender, das Familienwappen tragender Adler und als Bekrönung zwischen Wolken ein Strahlendreieck angeordnet.
Ein Trophäen-Epitaph für Heinrich Adolph von Ziegler († 1703) ist aus gefasstem, überwiegend vergoldetem Holz gefertigt, über einem breiten Schriftband ist feines Rankenwerk angebracht, eingefügt ist eine Trommel und Posaunen, eingerahmt von Fahnen, im Zentrum das rankengeschmückte Familienwappen, als Bekrönung Helm und Handschuhe einer Rüstung. Ein Holz-Epitaph für Ernst von Ziegler († um 1700) ist farbig gefasst und vergoldet, zwei Engel halten das rankenumrahmte Wappen und darüber eine Krone.
Ein weiteres Trophäen-Epitaph für Joachim Ernst von Ziegler († um 1700) ist farbig gefasst und zeigt im Zentrum das Familienwappen, umgeben von Rankenwerk mit Engeln sowie Waffen, Rüstung und Pauken, unten ein Schädel und Gebein.

### Orgel

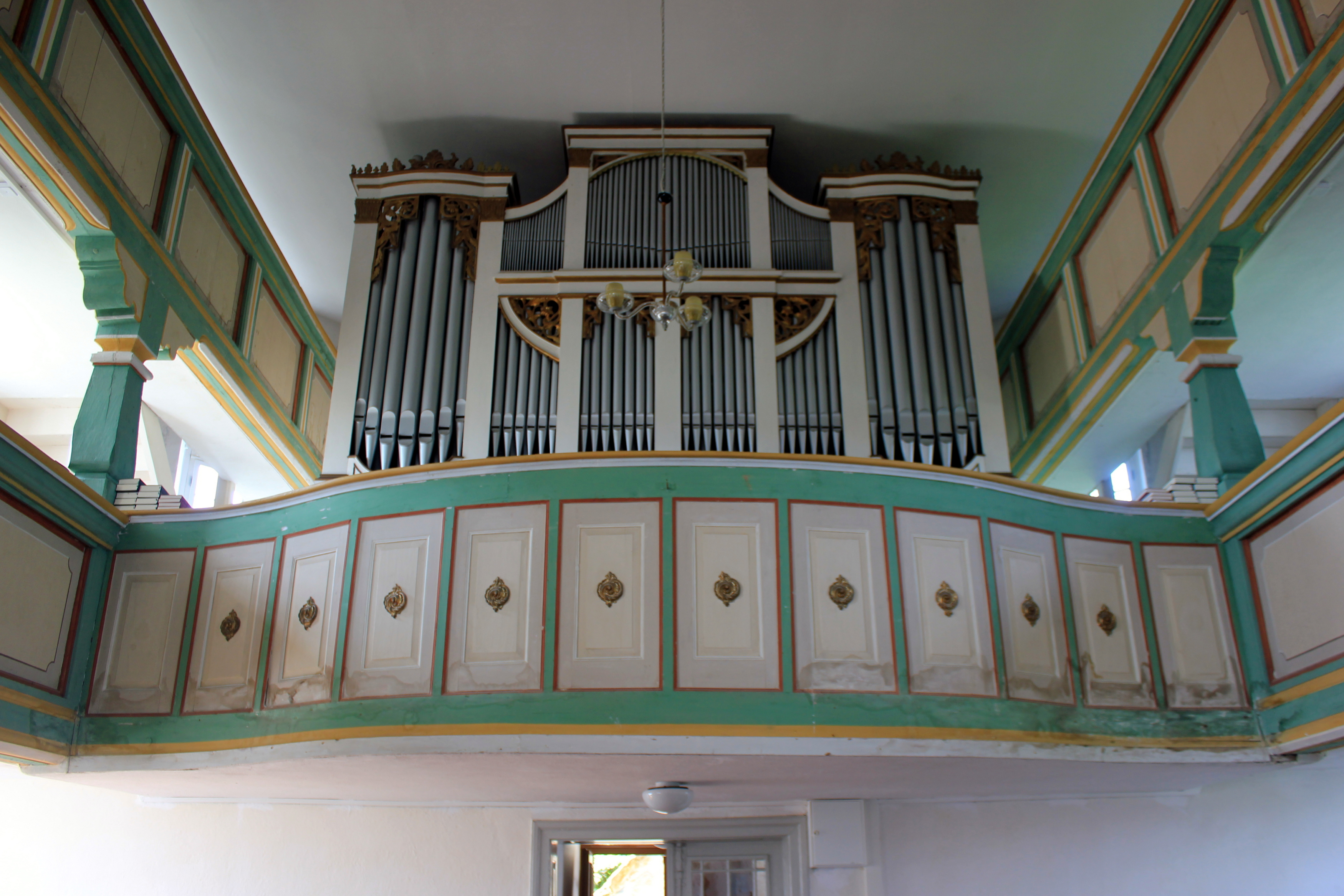
Die Orgel mit ihrem klassizistischen Prospekt

Der klassizistische Prospekt der Nostitzer Orgel wurde 1822 von dem Bildhauer Joseph Gareis angefertigt. Er gehörte zu einer Orgel von Johann Gottlieb Tamitius im Kirchensaal der Brüdergemeine in Herrnhut. Als dieses Instrument durch einen Neubau ersetzt werden sollte, ersteigerte die Nostitzer Gemeinde es am 21. September 1864. Im Innern des Gehäuses baute Eule Orgelbau 1915 eine neue Orgel (Opus 147) mit 21 Registern auf zwei Manualen und Pedal. Die Disposition lautet:
| I Hauptwerk C–g3 |           |     |  |
| 1.               | Bordun    | 16′ |  |
| 2.               | Principal | 8′  |  |
| 3.               | Gambe     | 8′  |  |
| 4.               | Rohrflöte | 8′  |  |
| 5.               | Dolce     | 8′  |  |
| 6.               | Oktave    | 4′  |  |
| 7.               | Gemshorn  | 4′  |  |
| 8.               | Oktave    | 2′  |  |
| 9.               | Mixtur IV |     |  |
| 10.              | Trompete  | 8′  |  |

| II Schwellwerk C–g3 |                 |    |  |
| 11.                 | Geigenprincipal | 8′ |  |
| 12.                 | Gedeckt         | 8′ |  |
| 13.                 | Aeoline         | 8′ |  |
| 14.                 | Hohlflöte       | 8′ |  |
| 15.                 | Violine         | 4′ |  |
| 16.                 | Konzertflöte    | 4′ |  |
| 17.                 | Mixtur III      | 2′ |  |

| Pedal C–f1 |           |     |  |
| 18.        | Violonbaß | 16′ |  |
| 19.        | Subbaß    | 16′ |  |
| 20.        | Octavbaß  | 8′  |  |
| 21.        | Flötenbaß | 8′  |  |

- Koppeln: II/I, sub II/I, super II/I (ausgebaut bis g4), I/P, II/P
- Spielhilfen: 4 feste Kombinationen (p, mf, f, tutti), Registerschweller (Walze), Zungen ab, Koppeln ab, Glockenzug
- Traktur: pneumatische Kegelladen